# Turricula nelliae
Turricula nelliae là một loài ốc biển, là động vật thân mềm chân bụng sống ở biển thuộc họ Clavatulidae.

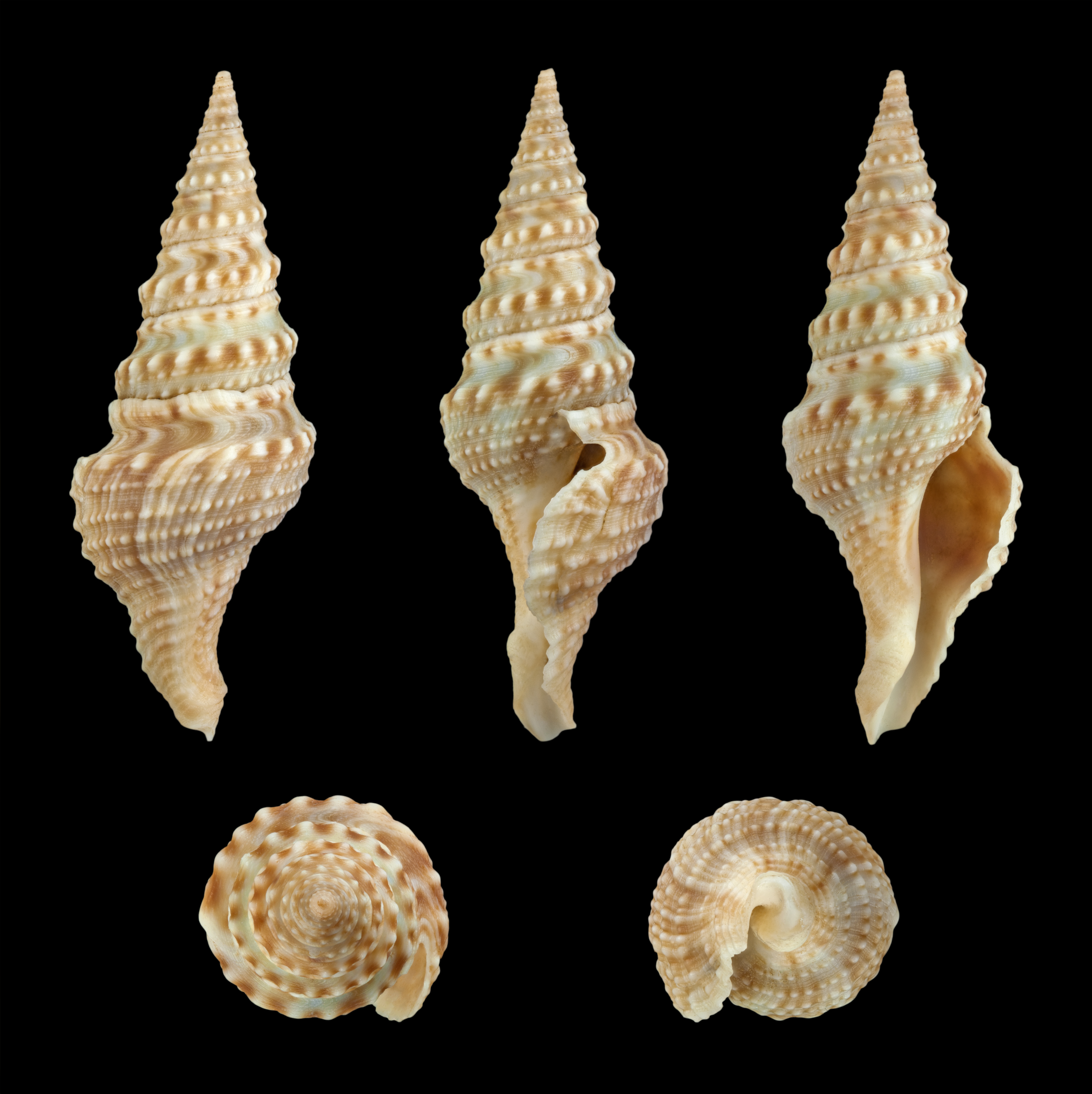
Turricula nelliae spuria (Hedley, 1922)